# Lidský prajazyk
Lidský prajazyk byl hypotetický jazyk, ze kterého se vyvinuly všechny jazyky světa. Není známo, zda existoval, podle jiné teorie o vzniku jazyka se schopnost mluvit vyvinula na více místech najednou, a tudíž žádný lidský prajazyk neexistoval (tzv. teorie polygeneze).

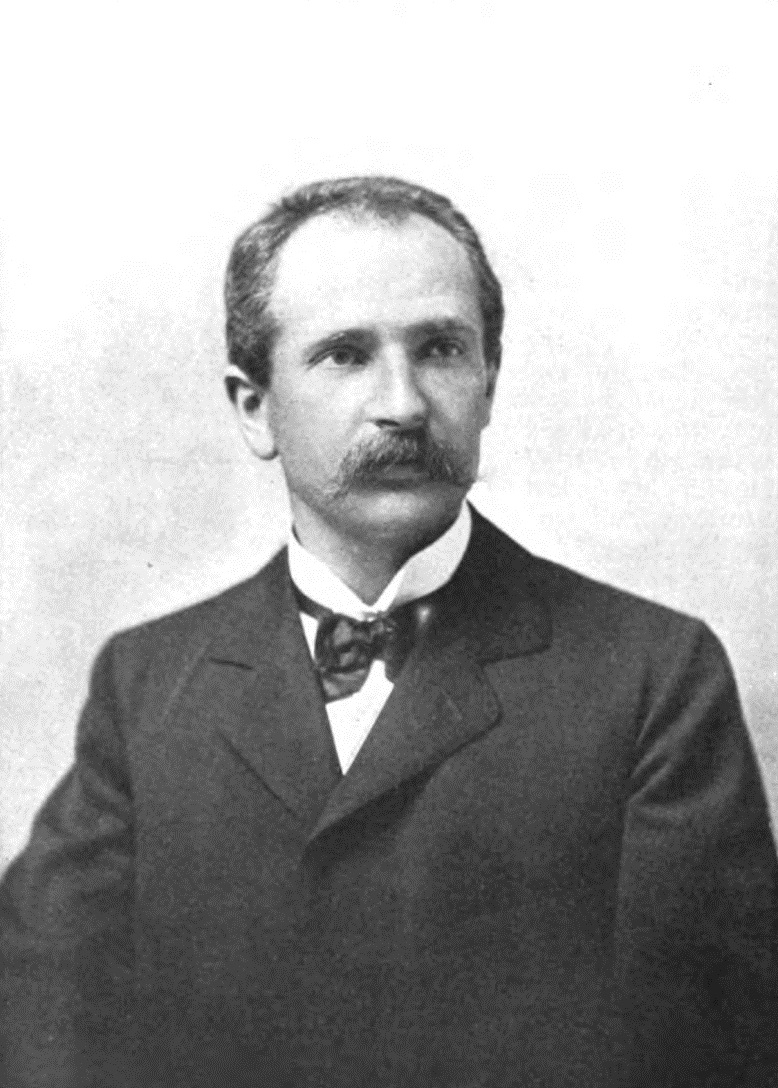
Alfredo Trombetti

## Výzkum
Poprvé s myšlenkou lidského prajazyka přišel italský lingvista Alfredo Trombetti v roce 1905 ve své práci L'unità d'origine del linguaggio. Předpokládá, že se lidským prajazykem mluvilo před 100 000 až 200 000 lety. Teorii lidského prajazyka poté podpořilo několik dalších lingvistů, například americký lingvista Merritt Ruhlen, který se pokusil sepsat nějaká slova z lidského prajazyka.

## Datace
Podle Trombettiho se lidským prajazykem mluvilo před 100 000 až 200 000 lety, teorie z konce 20. století ale tvrdí, že tomu tak bylo ve skutečnosti před 100 000 až 50 000 lety, v období středního paleolitu, nebo na začátku mladého paleolitu.

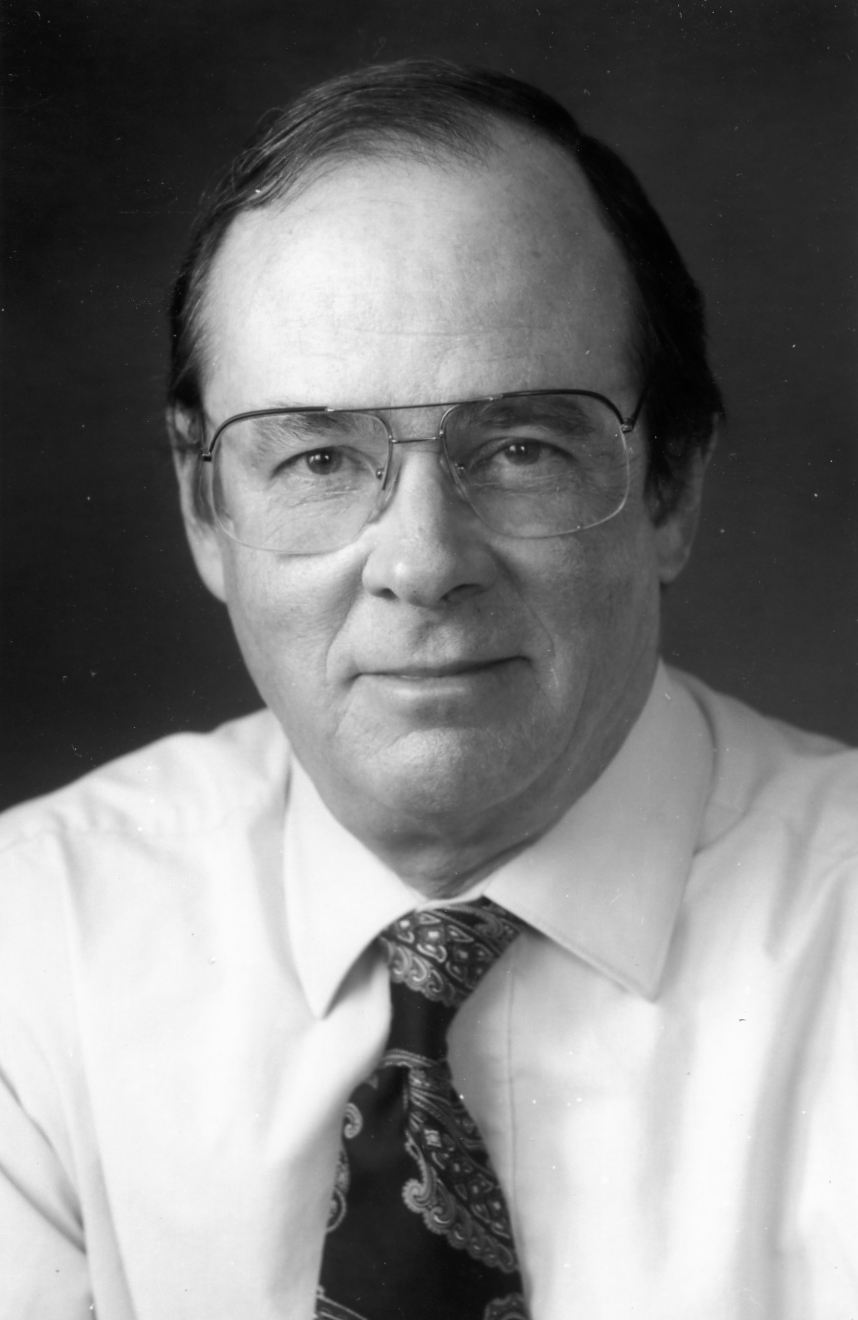
Merritt Ruhlen

## Podoba jazyka
O podobě lidského prajazyka není nic známo, lze ale předpokládat, že se v něm objevují gramatické jevy typické pro každý jazyk světa. Americký lingvista Christopher Ehret tvrdí, že jazyk obsahoval mnoho souhlásek, včetně mlaskavek.
Americký lingvista Merritt Ruhlen se pokusil porovnáváním všech světových jazyků zrekonstruovat lidský prajazyk. Dle jeho názoru, lidský prajazyk měl slovosled SOV (podmět-předmět-sloveso) a sepsal i nějaká slova, někteří vědci ale tento postup označují jako alternativní vědu.
Některá slova lidského prajazyka podle Ruhlena:
(velké V značí samohlásku, jejíž znění je neznámé)
- ku (Kdo)
- ma (Co)
- pal (Dva)
- akwa (Voda)
- tik (Prst)
- kanV nebo Boko (Ruka)
- buŋku (Koleno)
- sum (Vlasy)
- putV (Vulva)
- čuna (Nos, pach)